# 2016 CD289
2016 CD289 est un transneptunien de magnitude absolue 7,3.
Son diamètre est estimé à 131 km.